# レバナーゼ
レバナーゼ(Levanase、EC 3.2.1.65)は、(2->6)-β-D-フルクタン フルクタノヒドロラーゼ((2->6)-beta-D-fructan fructanohydrolase)という系統名を持つ加水分解酵素である。この酵素は、3つ以上のフルクトース単位を持つ(2->6)-β-D-フルクタン（レバン）の(2->6)-β-D-フルクトフラノシド結合をランダムに加水分解する反応を触媒する。